# Obva
Obva (rusky Обва) je řeka v Permském kraji v Rusku. Je 247 km dlouhá. Povodí má rozlohu 6720 km².

## Průběh toku
Pramení na východním svahu Hornokamské vysočiny. Na dolním toku je koryto členité. Je to pravý přítok Kamy (povodí Volhy). Ústí do Kamské přehrady.

## Vodní stav
Zdroj vody je převážně sněhový. Průměrný průtok vody činí 41,7 m³/s. Zamrzá na konci října a rozmrzá na konci dubna až na začátku května.